# Désiré Mbonabucya
Désiré Mbonabucya (ur. 25 lutego 1977 w Kigali) – rwandyjski piłkarz grający na pozycji napastnika.

## Kariera klubowa
Mbonabucya urodził się w Kigali, a karierę piłkarską rozpoczął w tamtejszym klubie Rayon Sports FC. W 1995 roku zadebiutował w jego barwach w pierwszej lidze rwandyjskiej. W debiutanckim sezonie zdobył z Rayon Sport Puchar Rwandy. Jeszcze w tym samym roku zawodnik odszedł do belgijskiego w klubu KV Mechelen. W 1997 roku spadł z nim z pierwszej do drugiej ligi.
Latem 1997 roku Mbonabucya został piłkarzem tureckiego Gaziantepsporu. W pierwszej lidze tureckiej zadebiutował 2 sierpnia 1997 w przegranym 0:3 wyjazdowym meczu z Fenerbahçe SK. W Gaziantepsporze grał przez 3 sezony.
W 2000 roku Rwandyjczyk wrócił do Belgii i przeszedł do Sint-Truidense VV. 30 września 2000 zadebiutował w nim w przegranym 0:1 meczu z R.A.A. Louviéroise. W kolejnych latach należał do najlepszych strzelców Sint-Truidense i łączne dla tego klubu strzelił 57 goli. W sezonie 2004/2005 był wypożyczony do drugoligowego KSK Heusden-Zolder. W 2007 roku odszedł z Sint-Truidense do KVK Tienen, a w 2009 roku został piłkarzem amatorskiego RUS Albert Schaerbeek. W 2011 zakończył w nim karierę.
| Sezon   | Klub                  | Kraj   | Rozgrywki     | Mecze | Bramki |
| ------- | --------------------- | ------ | ------------- | ----- | ------ |
| 1995    | Rayon Sports FC       | Rwanda | I. liga       | ?     | ?      |
| 1995/96 | KV Mechelen           | Belgia | Eerste Klasse | 6     | 1      |
| 1996/97 | KV Mechelen           | Belgia | Eerste Klasse | 33    | 10     |
| 1997/98 | Gaziantepspor         | Turcja | Süper Lig     | 16    | 4      |
| 1998/99 | Gaziantepspor         | Turcja | Süper Lig     | 31    | 10     |
| 1999/00 | Gaziantepspor         | Turcja | Süper Lig     | 25    | 9      |
| 2000/01 | Sint-Truidense VV     | Belgia | Eerste Klasse | 26    | 9      |
| 2001/02 | Sint-Truidense VV     | Belgia | Eerste Klasse | 26    | 17     |
| 2002/03 | Sint-Truidense VV     | Belgia | Eerste Klasse | 32    | 14     |
| 2003/04 | Sint-Truidense VV     | Belgia | Eerste Klasse | 28    | 9      |
| 2004/05 | KSK Heusden-Zolder    | Belgia | Tweede Klasse | 9     | 2      |
| 2005/06 | Sint-Truidense VV     | Belgia | Eerste Klasse | 27    | 8      |
| 2006/07 | Sint-Truidense VV     | Belgia | Eerste Klasse | 1     | 0      |
| 2007/08 | KVK Tienen            | Belgia | Tweede Klasse | 1     | 0      |
| 2008/09 | KVK Tienen            | Belgia | Tweede Klasse | 0     | 0      |
| 2009/10 | RUS Albert Schaerbeek | Belgia | VI liga       | ?     | ?      |
| 2010/11 | RUS Albert Schaerbeek | Belgia | VI liga       | ?     | ?      |

## Kariera reprezentacyjna
W reprezentacji Rwandy Mbonabucya zadebiutował w 2000 roku. W 2004 roku został powołany do reprezentacji Rwandy na Puchar Narodów Afryki 2004. Tam rozegrał 3 spotkania: z Tunezją (1:2), z Gwineą (1:1) i z Demokratyczną Republiką Konga (1:0). Od 2000 do 2005 roku rozegrał w kadrze narodowej 9 meczów.